# Linaria verticillata
Linaria verticillata är en grobladsväxtart. Linaria verticillata ingår i släktet sporrar, och familjen grobladsväxter.

## Underarter
Arten delas in i följande underarter:
- L. v. anticaria
- L. v. cuartanensis
- L. v. lilacina
- L. v. verticillata